# Ziltendorf
Ziltendorf település Németországban, azon belül Brandenburgban. Lakosainak száma 1477 fő (2023. december 31.).

## Népesség
A település népességének változása:
| Lakosok száma | 1511 | 1485 | 1479 | 1483 | 1477 |
|               | 2017 | 2019 | 2021 | 2022 | 2023 |